# Марксул
Марксул (њем. Marksuhl) општина је у њемачкој савезној држави Тирингија. Једно је од 61 општинског средишта округа Вартбург. Према процјени из 2010. у општини је живјело 3.129 становника. Посједује регионалну шифру (AGS) 16063052.

## Географски и демографски подаци
Марксул се налази у савезној држави Тирингија у округу Вартбург. Општина се налази на надморској висини од 245 метара. Површина општине износи 65,0 km². У самом мјесту је, према процјени из 2010. године, живјело 3.129 становника. Просјечна густина становништва износи 48 становника/km².

## Међународна сарадња
| Мјесто | Држава    | Врста сарадње | Од    |
| ------ | --------- | ------------- | ----- |
| Кледер | Француска | партнерство   | 1991. |
| Извор  |           |               |       |